# معین مصور

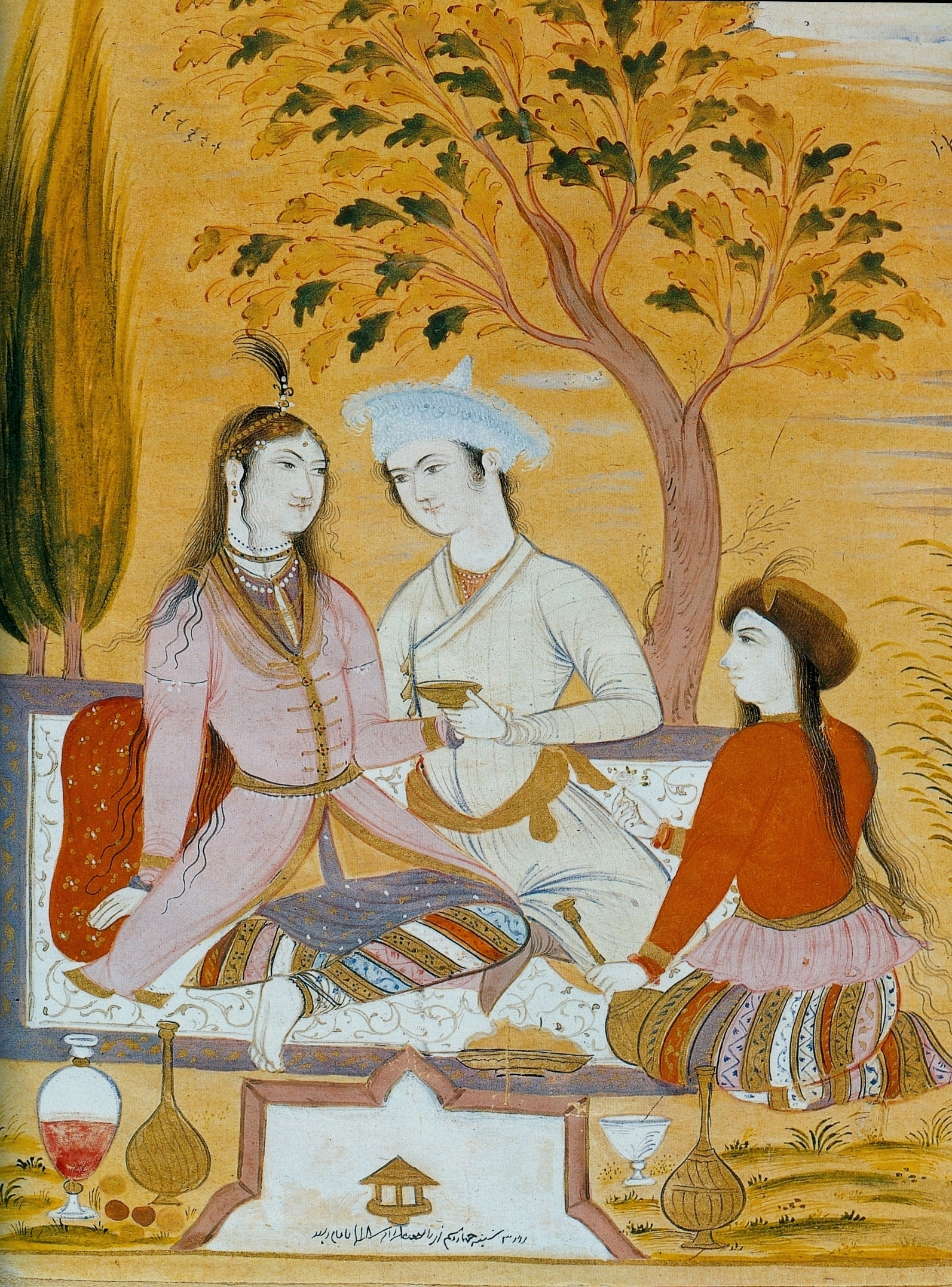
عاشق و معشوق به همراه ندیمه

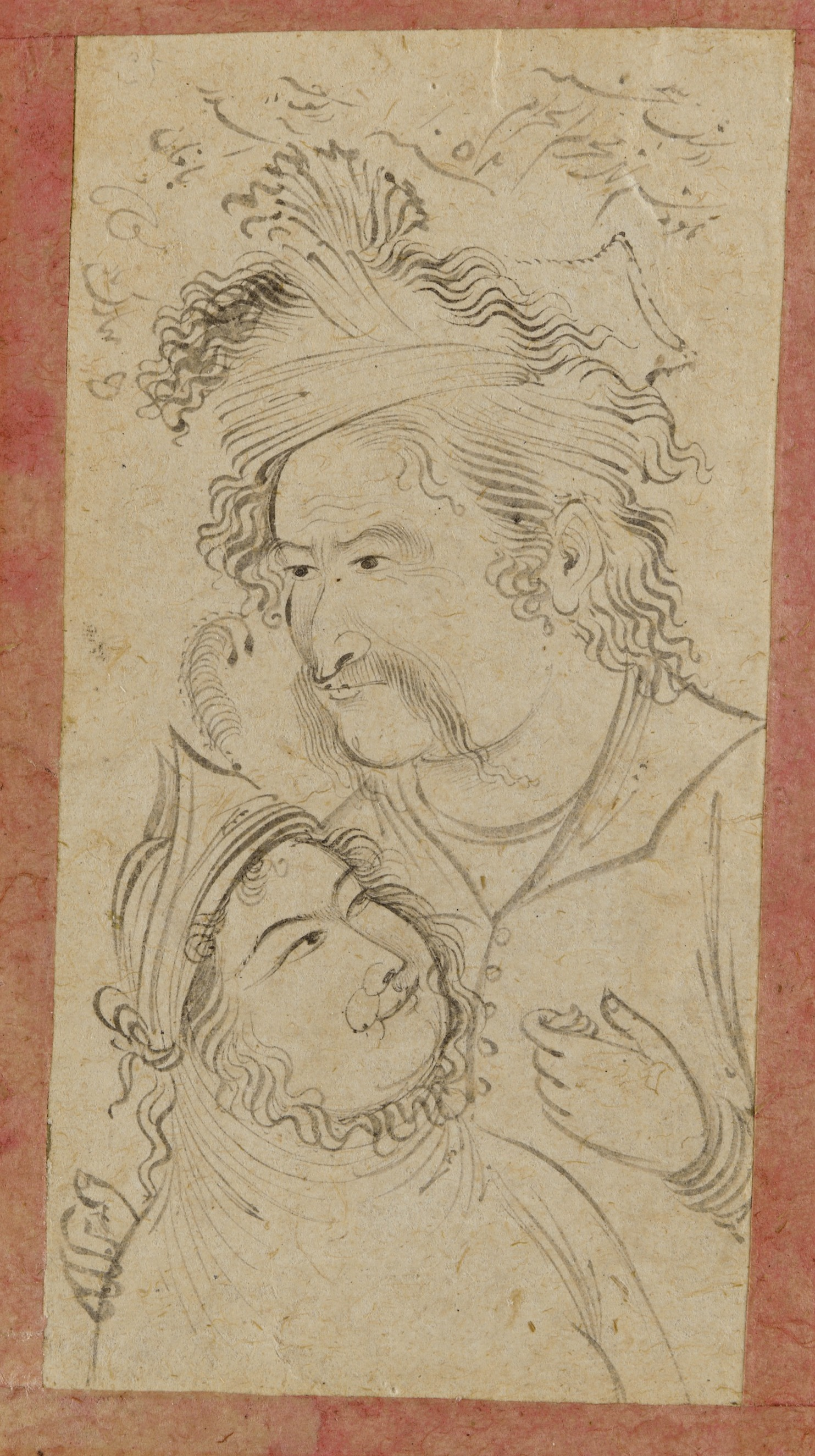
عشاق، نگاره‌ای از معین مصور، ۱۶۴۲ میلادی، گالری فریر واشینگتن

معین مصور معروف به آقا معین، آقا معینا، شهرهٔ و نادرهٔ زمان، از مشهورترین استادان نگارگری قرن ۱۲ هجری‌قمری، در میانه‌های دوران صفوی است. وی از شاگردان با استعداد رضا عباسی و از آخرین بازماندگان بزرگ سنت هنری دوران صفوی بوده و گویا همهٔ عمر خود را در شهر اصفهان گذرانده است. او در شبیه‌سازی و چهره‌پردازی استادی چیره‌دست بود و در ارائهٔ مجالس بزمی و رزمی و مناظر گوناگون، نقاشی پُرمایه به‌شمار می‌آمد.
معین مصور را با نام‌های آقامعین، آقامعینا، معین‌مصور، شهرهٔ زمان و نادرهٔ زمان می‌شناسند. وی سجع‌های مختلفی از قبیل: ز توفیق صانع رقم زد معین، رقم زد ز توفیق صانع معین، رقم زده کمینه معین مصور، به نصرت رقم زد معین مصور، پیر سرکار (پیر پُرکار) به دست گمراه – رقمش که معینا این را رقم می‌نمود، و در اغلب موارد رقم کمترین معین مصور می‌نوشت، و جملهٔ مبارک باد را بر آن اضافه می‌کرد.

## تولد حیات و مرگ
آقامعین که در اوایل سدهٔ یازدهم هجری قمری به دنیا آمد، در زمان چهار پادشاه صفوی (شاه صفی ،شاه عباس دوم، شاه سلیمان و سلطان حسین) می‌زیسته است. همچنان که تاریخ تولد وی دقیقاً مشخص نیست، تاریخ وفات‌اش نیز وضعیت روشنی ندارد. ارنست‌هنل براساس یادداشت معین‌مصور بر حاشیهٔ تمثال رضا عباسی معتقد است: معین دیرتر از ۱۰۲۶ قمری یا ۱۶۱۷ میلادی متولد نشده است. آنتولی‌ولش معتقد است: معین‌مصور تا تاریخ ۱۱۰۷ قمری کار می‌کرده و می‌نویسد سال بعد از دنیا رفته؛ ولی از ذکر نام منبع مورد استفاده خودداری نموده است. رابینسون در مقاله‌ای راجع به شاهنامه کوچران که بین ۱۱۰۴ تا ۱۱۰۹ هجری‌قمری مصور شده، معتقد است وی تا سال ۱۱۰۹ کار می‌کرده، زیرا نگارهٔ هجدهم شاهنامهٔ مذکور به وسیلهٔ معین امضا شده است.

## فعالیت و آثار هنری
- تصویر مرد گلابی به‌دست، منسوب به معین‌مصور و احتمالاً در اصفهان، در نیمهٔ دوم قرن ۱۱ که با مرکب و آب رنگ روی کاغذ انجام شده است.
- تصویر چهرهٔ مرد ریش‌دار، روانیِ خط در این طراحی و رنگ رقیق آن به معین نسبت داده می‌شود. به نظر می‌رسد که این طراحی یکی از مدل‌های استاندارد شاگردان متعدد رضاعباسی بوده‌باشد، چرا که نسخه‌های متفاوت و متعددی از آن یافت شده است.
- تصویر جوان خروس در بغل را معین‌مصور با حرکت‌های تند و سریع قلم انجام داده است، از آنجا که وی طرح‌هایی سریع و با موضوعات روزمره انجام می‌داده، این اثر را برای فرزندش ترسیم کرده، و طبق معمول در کنارهٔ اثر این مطلب را ذکر کرده است. «با عجله برای فرزندم آقازمان کشیدم. پنج شنبه ۱۰۶۹ ه‍. ق، به امید خوشبختی». این تصویر در موزهٔ توپقاپی استانبول نگهداری می‌شود.

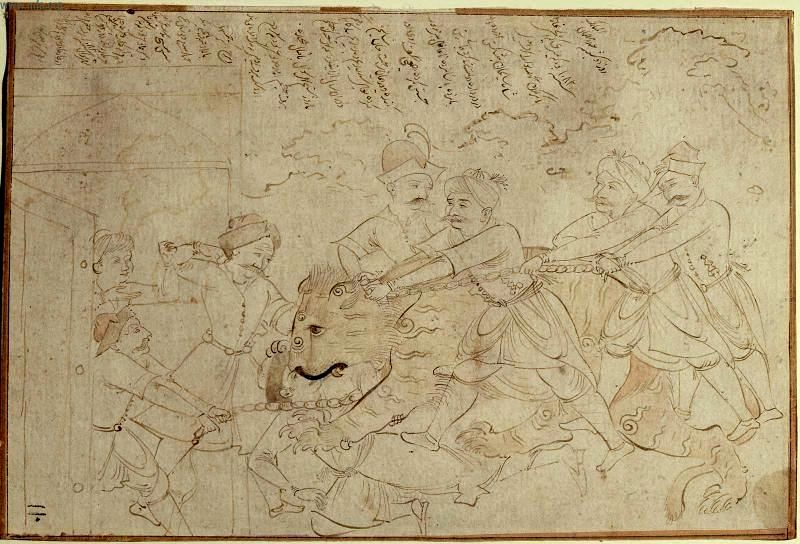
حملهٔ ببر به جوان، ۱۶۷۲ میلادی، موزهٔ هنرهای زیبای بوستون

- تصویر حملهٔ شیر یا ببر به شاگرد بقال، یکی از طرح‌های روایی معین‌مصور است که با شنیدن واقعه‌ای که خود ندیده‌بود، اما دیگران برای‌اش تعریف کردند نقاشی کرده، این اثر کتیبهٔ مفصلی به همراه دارد و معین در حاشیهٔ آن کل ماجرا را شرح داده است. وی این اثر را (که در موزهٔ هنرهای زیبای بوستون نگهداری می‌شود) در سال ۱۰۸۲ تصویرکرده، و آن زمانی است که سفیر بخارا ببری را برای شاه سلیمان هدیه می‌فرستد. شیر یا ببر در دروازه دولت، از دروازه‌های اصفهان آن روزگار، ناگهان به یکی از مهتران نوجوان حمله می‌کند، و معین بر اساس شنیده‌ها، ماجرا را تصویر و تشریح می‌کند.
- توانایی و قدرت قلم و تصور و تجسم معین‌مصور در تصویر جنگ اژدها هویدا است. این تصویر در موزهٔ فیتزویلیام کمبریج نگهداری می‌شود.
- تصویر طراحی از بدن انسان در چند حالت، که این تصویر نیز قدرت خلاقه و تجسم و توانایی قلم معین‌مصور را آشکار می‌سازد. شش حالت مختلف را می‌توان در این تصویر دید.
- تصویر پیرمردی که به عصای خود تکیه داده است، با رقم: «پیر سرکار به دست گمراه- رقمش کرد معینا این را سنه ۱۰۴۲»
- تصویر شاه‌عباس کبیر که پیالهٔ دارو یا شراب را، به حکیم شمسا محمد تحویل می‌دهد، با رقم: «... سنه ۱۰۸۲ باتمام رسید»
- نگاره‌های «عشاق و ندیمه» و تک چهرهٔ «سواره میرزامحمد تقی تبریزی» از دیگر آثار معین مصور است که مهارت او را در رنگ‌بندی ظریف و عالی نشان می‌دهد.
- تصویر مرغ زیبایی که بر روی سنگی نشسته با رقم: «... سنه ۱۱۰۰ باتمام رسید. مشقه معین مصو».
- تصویری را از استادش رضا عباسی در سال ۱۰۴۴ ه‍جری‌قمری کار کرده که در حاشیهٔ آن در مورد مرگ وی توضیح داده است: «شبیه غفران و رضوان آرمگاهی، مرحوم، مغفوری استادم رضا مصور عباسی، مشهور به رضاعباسی آسفر به تاریخ شهر شوال با اقبال سنه ۱۰۴۴، آبرنگ گردیده بود که در شهر ذوالقعدة الحرم… مذکور از دار فنا به عالم بقا رحلت نمود؛ و این شبیه بعد از چهل سال در چهاردهم شهر رمضان‌المبارک سنهٔ ۱۰۸۴ به خواهش فرزندم محمدنصیر صورت اختتام پذیرفت معین‌مصور غفرالله ذنوبه».
- نگارهٔ دیگری از استادش رضا عباسی که در گوشهٔ چپ آن عبارت زیر نوشته شده است: «شبیه مرحمت و مغفرت پناهی مرحوم جنت مکانی استادم رضاعباسی علیه الرحمه و الغفران به تاریخ سنه۱۰۴۰ شده بود و به تاریخ شهر صفر سنه ۱۰۸۷ به یادگار جهت مرقع باتمام رسید. مبارک باد معین مصور عون الل».

معین مصور این تصویر را از استادش در تاریخ ۱۰۴۰ شروع کرده و در تاریخ ۱۰۸۷ یعنی ۴۷ سال بعد آن را به اتمام رسانیده. شاه‌عباس اول در تاریخ ۱۰۳۸ وفات یافته و بنابراین معبن‌مصور این تصویر را دو سال بعد از مرگ شاه‌عباس از رضاعباسی کشیده، و در این موقع رضاعباسی آن‌طوری‌که از تصویر مورد بحث مشهود می‌شود در حدود ۷۰ سال داشته. مطلبی که باعث تعجب می‌باشد این است که به‌چه علت معین‌مصور در تصویر کلکسیون «انجل گروس» و در تصویر کلکسیون کواتریچ شبیه استاد را یکی چهار سال پیش از مرگ وی و دیگری در سال مرگش شروع کرده و اولی را چهل سال بعد، یعنی در سال ۱۰۸۷ و دومی را در سال ۱۰۸۸ به‌اتمام رسانیده است؟
تاریخ جلوس شاه سلیمان در اصفهان سال ۱۰۷۹ و تاریخ مرگش سال ۱۱۰۵ می‌باشد، بنابراین تاریخ اتمام تصویر رضا \عباسی به‌دست معین‌مصور در حدود ده سال پس از جلوس شاه‌سلیمان است. شاید در این موقع به‌دلایلی شاه‌سلیمان یا نقاشان معاصر وی متوجه این موضوع شده‌اند که رضاعباسی نقاش بزرگی بوده و تصمیم گرفته‌اند همان‌طوی‌که معین‌مصور می‌گوید برای حفظ در آلبوم (مرقع) به‌عنوان یادگار، تصویر او را ترسیم و نگهداری کنند. اتفاقاً در همین زمان است که بسیاری از نقاشان، سبک کار رضاعباسی را پیش می‌گیرند و سبک مکتب هرات و بهزاد به‌کلی متروک و فراموش می‌گردد.
- از معین‌مصور علاوه بر تعداد زیادی طراحی و نقاشی‌های تک‌ورقی، تعدادی کتاب مصورشدهٔ خطی نیز به جای مانده است، که در برخی از این کتاب‌ها، بیش‌از ۱۰ نگاره ترسیم کرده است. یکی از نسخه‌های مصور او، شاهنامهٔ فردوسی به تاریخ ۱۰۶۶ است (دابلین، کتابخانهٔ چستربیتی، شمارهٔ ۲۷۰) و دیگری شاهنامه‌ای است که تصاویر معین‌مصور همراه هنرمند دیگری به‌نام فضل‌علی در آن ظاهر شده و معروف به شاهنامه‌کوچران (دورهٔ شاه سلیمان) است که درموزه متروپولیتن نیویورک نگهداری می‌شود. در کتاب «عالم آرای شاه اسماعیل» که بازنویسی کتاب «جهانگشای خاقان» بود و در سال۱۰۸۶ قمری تألیف شد نگاره‌های معین‌مصور آمده است.
- شصت اثر دیگر وی در احوال و آثار نقاشان ذکر شده است.

## تحلیل آثار

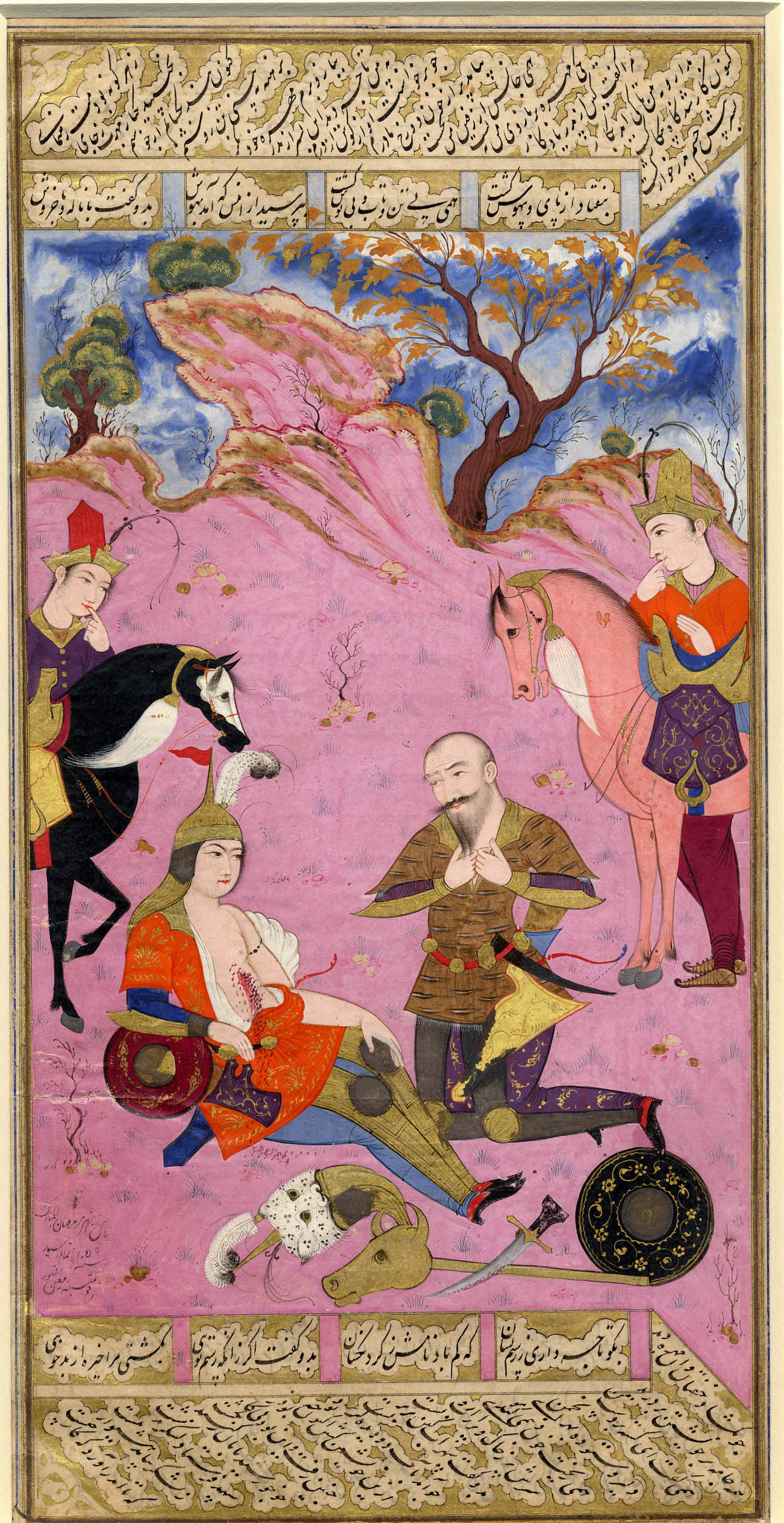
مرگ سهراب، شاهنامهٔ فردوسی، ۱۶۴۹، موزهٔ بریتانیا

معین مصور تا پایان عمر طولانی هنری خویش (حدود ۷۵ سال) که هم‌زمان با نفوذ نقاشی اروپا در ایران بود، علی‌رغم این‌که اکثر هنرمندان معاصرش (همچون محمد زمان و علی قلی جبه‌دار) شدیدن تحت تأثیر هنر اروپا قرارگرفته‌بودند، به‌خاطر احترام خاصی که برای استاد خویش قائل بود، آثار خود را از نفوذ هنر اروپایی محفوظ داشت. بسیار باریک‌بین و بر هنرش مطمئن بود. از نقش خود به‌عنوان انتقال دهندهٔ ابتکارات رضاعباسی آگاه بوده و با احترام تمام نسبت به سنت‌های هنری او پای‌بند بود.
چهره‌پردازی‌های وی در شیوهٔ اصفهانی و حال و قیافهٔ آن سامان بود و از شیوهٔ مغولی و چینی در آثارش، چیزی به چشم نمی‌خورد. در شیوهٔ حل کاری و تذهیب زمینه و اطراف، قدرت قلم داشت و نقش جانوران و دشت و دمن و سایر شیوهٔ میرکی (شیوهٔ آقا میرک) را به استادی انجام می‌داد.
معین‌مصور یکی از پیشگامان قلمدانسازی در عیار کارهای روغنی است، اما در تصویرسازی، اغلب آبرنگ کار می‌کرد و هیچ‌گاه از شیوهٔ اصفهانی و مکتب رضا عباسی عدول نکرد. به غیر از استاد رضاعباسی که در خدمت وی بوده، از آثار دیگر هنرمندان گذشته نیز از جمله استاد کمال‌الدین بهزاد و استاد محمدی و صادقی بیگ و چه بسا سایر استادان دیگر مشق کرده و در تکمیل بعضی کارهای نیمه تمام آن‌ها کوشا بوده است.
او شاگردان زیادی داشته و نام بعضی از آن‌ها را در زیر آثار خود آورده است. استاد شفیع عباسی نیز از دوستان و معاصران وی بوده است. معین‌مصور، اولین نقاشی است که در زیر بیشتر آثار خود، نام و تاریخ اجرای تصویر را به روشنی نمایان ساخته و حتی چندی از دیگر ویژگی‌های نقش را نیز بر آن افزوده است.
اولین اثر تاریخ‌دار او متعلق به سال ۱۰۴۳ بوده و آخرین طراحی‌اش را در سال ۱۱۱۹ کار کرده است. طراحی‌های او دارای ابعاد تاریخی خاص می‌باشند. گاهی آثارش اختصاص به یک واقعهٔ تاریخی دارد یا یک اتفاق ساده و روزمره را بیان می‌کند. در حاشیهٔ بیشتر طراحی‌های معین توضیح کوتاه یا بلندی آمده است، به‌طوری‌که در یکی از طراحی‌ها واقعه‌ای که در شهر اتفاق‌افتاده و همه را غمگین کرده، تصویر کرده و در حاشیهٔ آن کل ماجرا را توضیح داده است. در آثار او، در عین پایبندی به شیوهٔ استادش، رگه‌هایی از تأثیرات فرنگی‌سازی را می‌توان مشاهده‌کرد. این کار او بر اصول دقیق و ذوق وی متکی است و توانایی‌اش در بازنمایی ملموس پدیده‌ها جلوه می‌نماید. او از زمانهٔ خود و زندگی روزمره در اصفهان، پایتخت صفویان، نماها و طراحی‌های ارزشمندی به یادگار گذاشته است. فضا و محیط نگاره‌ها و طراحی‌های او صمیمانه، آشنا و سرشار از رشد و پویش است.
به گفتهٔ دکتر یعقوب آژند: «انصاف آن‌است که او از لحاظ طبیعت فکری و هنری توانا بود و در ترکیب بندی‌هایش تازگی بسیار به چشم می‌خورد.»
دکتر مهناز شایسته فر معتقد است که با بررسی و مرور بر جنبه‌های صورتی و معنایی آثار نقاشی رضا عباسی و معین‌مصور که هر دو از اساتید فن نقاشی دوران متأخر صفویان بودند، ارائه فن (تکنیک) بالایی از نقاشی آشکار است، که در این مسیر معین‌مصور دنباله‌رو و تقلیدکنندهٔ شیوهٔ استادش رضاعباسی بوده است. هر دو نقاش انجام طراحی‌های قلمی و تک صفحه‌ای و اغلب با یک شخصیت و بعضاً با رنگ محدود را ترجیح داده‌اند، هر دو بسیار پرکار بوده و دارای آثار متعددی می‌باشند که در آثار آن‌ها اصول نقاشی سنتی ایرانی که خود نیز در ارتقاء آن نقشی به‌سزا داشته‌اند به چشم می‌خورد.
علی‌رغم نشر افکار و اندیشه‌های مذهبی و دینی و حضور اندیشمندانی چون ملاصدرا، شیخ بهایی و شاعرانی چون محتشم کاشانی در این دورهٔ فرهنگی، و از طرفی ادعای وافر سلاطین صفوی بر ترویج مذهب شیعه و مفاهیم دینی، در آثار نقاشی این دو نقاش کمتر اثری با صورت و معنای مذهبی دیده می‌شود، مگر اندک شماری مانند «داستان یعقوب» که برای کتاب مخزن الاسرار حیدر خوارزمی، توسط رضاعباسی تصویر شده است و آن گویی جنبه‌ای روایتی دارد.
در مسیر حرکت و ارائهٔ فن نقاشی هر دو نقاش، نزول معنا و فرود نشان والای تفکر هنری مشخص است. آثار اغلب صحنه‌های نقاشی عاشقانه و تغزلی است، که آن هم حکایتی از عشق زمینی را تداعی می‌کند تا مفهوم عشق متعالی و آسمانی. گویی بیشتر تحریک‌کننده است تا شورانگیز، که به خصوص در آثار متاءخر معین مصور این موضوع آشکارتر است. علاقهٔ معین‌مصور به طراحی و تصویرکردن موضوعات روزمره و متداول، خود گواه زمینی شدن مفهوم نقاشی و مایهٔ سرگرمی و ابزار واقع شدن برای توصیف و تشریح وقایع می‌باشد.
هر دو نقاش نمایندگان یک دورهٔ طلایی نقاشی سنتی ایرانی، البته بیشتر از لحاظ فنی می‌باشند که در پی آن مراتب ضعف و سستی سنت نقاشی ایرانی شروع شده، و با نفوذ و سیطرهٔ سبک نقاشی غربی در دوران بعدی، این نزول به نهایت درجه رسیده است.

## نگارخانه

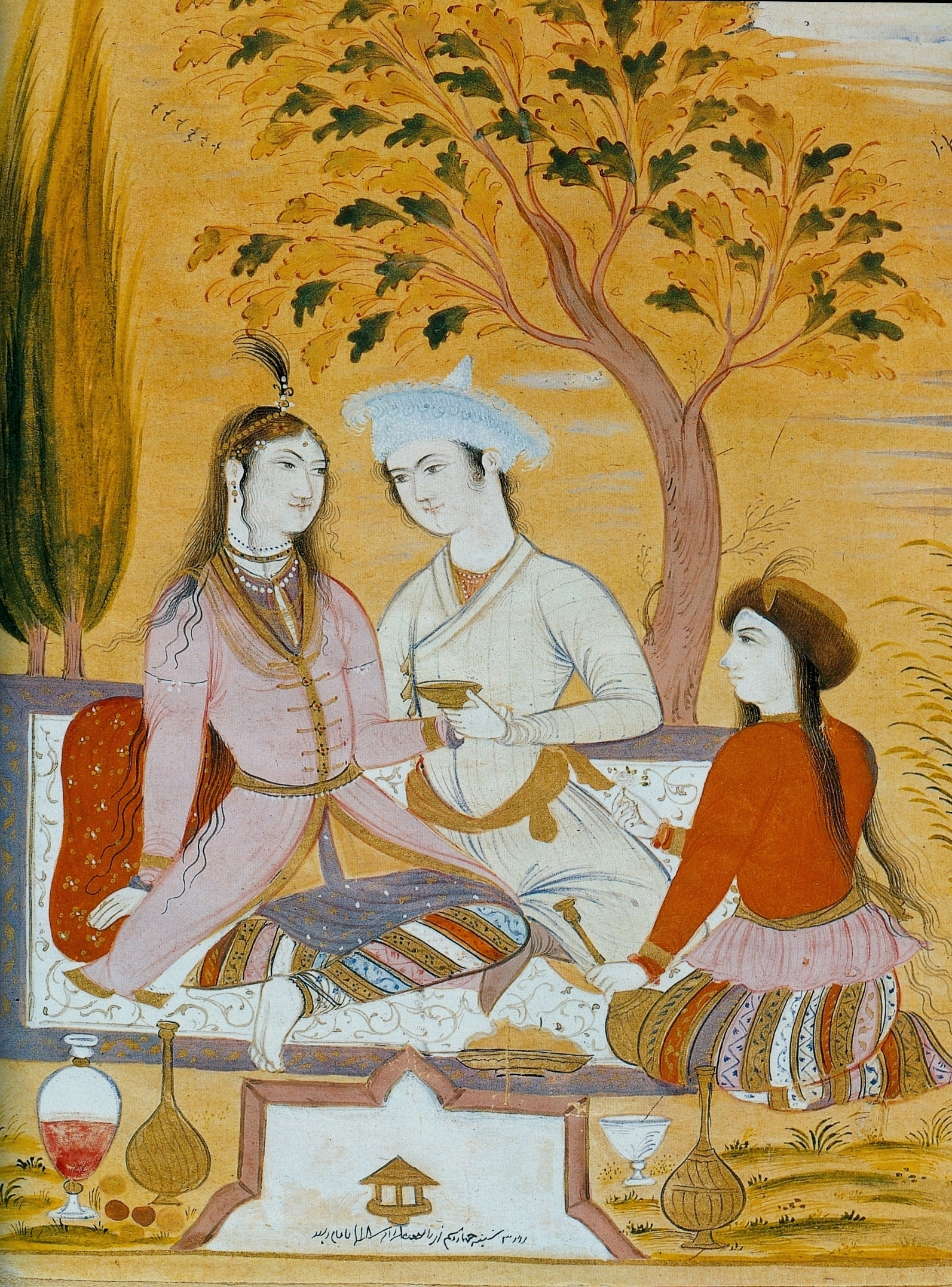
عشاق و ندیمه، ۱۶۹۶ میلادی، موزهٔ هرمیتاژ سن پترزبورگ
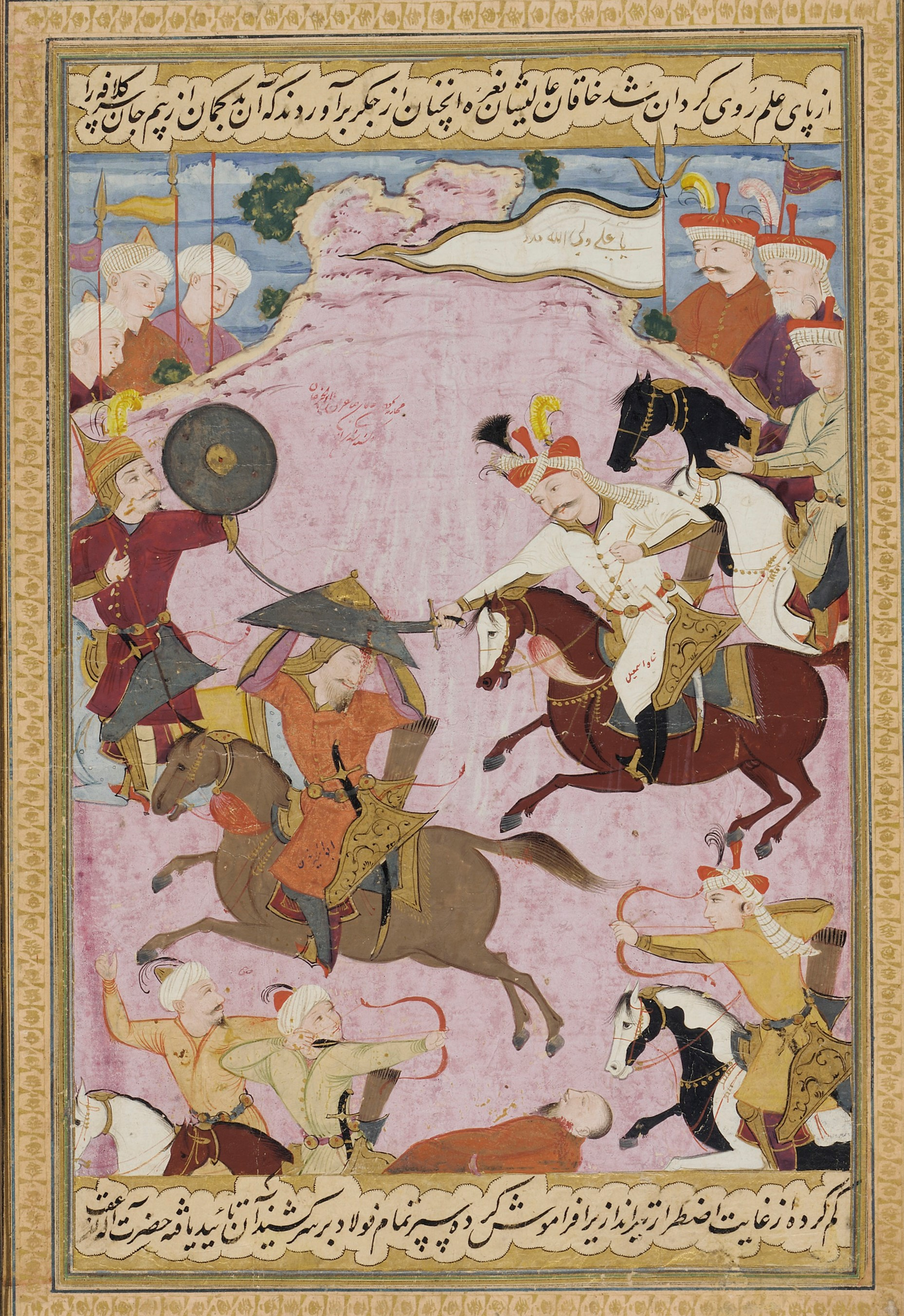
نبرد شاه اسماعیل با ازبکان، ۱۶۸۸ میلادی، گالری فریر
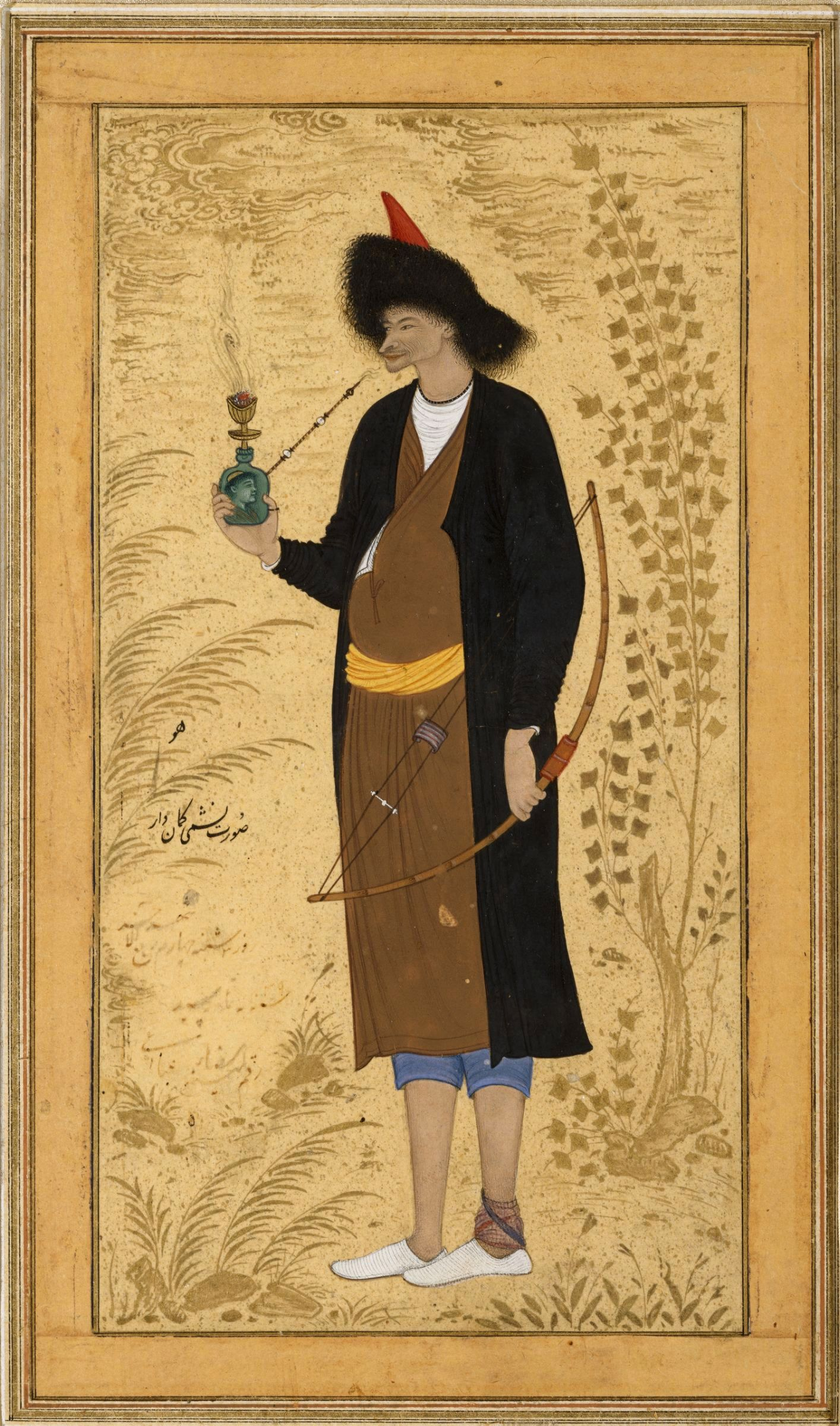
کماندار، اثر رضا عباسی، ۱۶۲۲ میلادی، موزهٔ دانشگاه هاروارد.
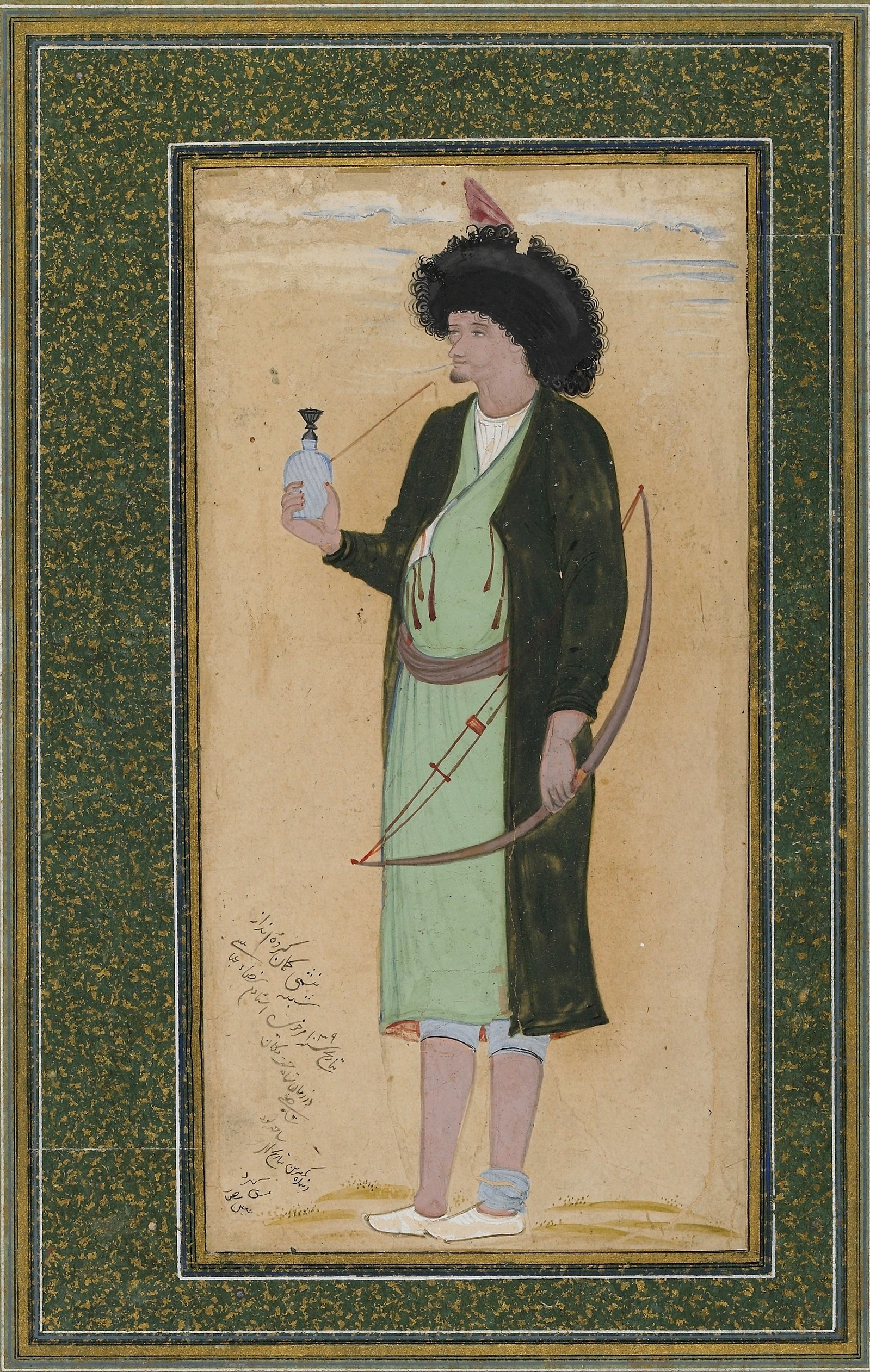
کماندار، کپی از کار رضا عباسی، ۱۶۷۰ میلادی، گالری فریر
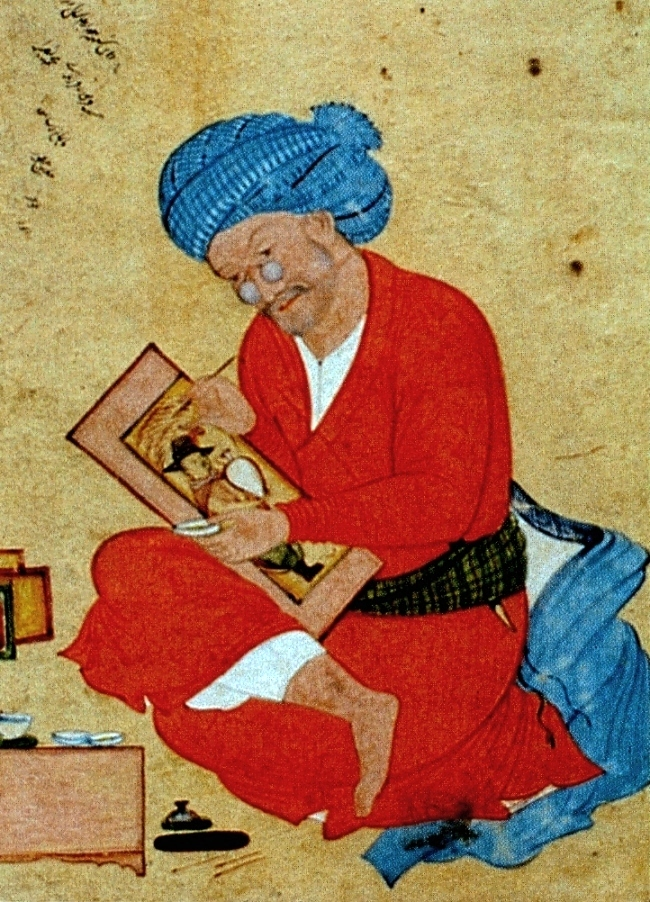
پرترهٔ رضا عباسی، اثر معین مصور، ۱۶۷۳ میلادی، دانشگاه پرینستون
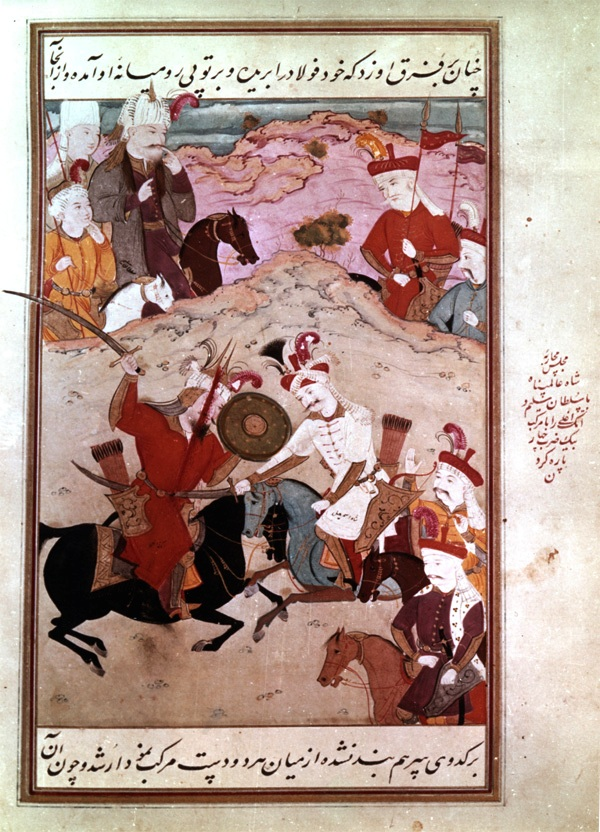
شاه اسماعیل در نبرد چالدران از کتاب عالم آرای شاه اسماعیل

## دیگر نگاره‌ها
- «بهرام گور و آزاده» در موزهٔ بریتانیا، سبک یا شیوهٔ معین مصور، قرن هفده.
- «قبلهٔ عشق یکی آمدو بس»، بر اساس شعری از هفت اورنگ جامی، که به غلط به رضا عباسی نسبت داده شده و به واقع اثر معین مصور است (به تاریخ شهر شعبان، سنه ۱۰۵۷، معین)، در موزهٔ بریتانیا. شایان ذکر است که تصویرگری این نگاره، احتمالاً متأثر از همین مجلس در هفت اورنگ ابراهیم میرزا[پیوند مرده] می‌باشد.
- پرترهٔ زن جوان، اثر معین مصور (روز چهارشنبه، شهر رمضان المبارک سنهٔ ۱۰۸۴ به اتمام رسید)، در موزهٔ بریتانیا.
- نگاره‌ای از شاهنامه، مهران ستاد دختر خاقان چین را برای انوشیروان خواستگاری می‌کند، ۱۶۶۰ میلادی، در موزهٔ فیتزویلیام، منسوب به معین مصور.
- چهار اثر از معین مصور[پیوند مرده] در موزه آرمیتاژ موجود است.